# 栄町 (岩倉市)
栄町（さかえまち）は、愛知県岩倉市にある地名。現行行政地名は栄町1丁目及び栄町2丁目。

## 地理
岩倉市の中央部に位置している。

## 世帯数と人口
2019年（平成31年）4月1日現在の世帯数と人口は以下の通りである。
| 町丁 | 世帯数  | 人口    |
| ---- | ------- | ------- |
| 栄町 | 606世帯 | 1,157人 |

### 人口の変遷
国勢調査による人口の推移
| 1995年（平成7年）  | 1,132人 | [ 5 ] |  |
| 2000年（平成12年） | 1,301人 | [ 6 ] |  |
| 2005年（平成17年） | 1,277人 | [ 7 ] |  |
| 2010年（平成22年） | 1,189人 | [ 8 ] |  |
| 2015年（平成27年） | 1,174人 | [ 9 ] |  |

## 学区
市立小・中学校に通う場合、学区は以下の通りとなる。
| 番・番地等 | 小学校               | 中学校             |
| ---------- | -------------------- | ------------------ |
| 全域       | 岩倉市立岩倉北小学校 | 岩倉市立岩倉中学校 |

## 交通
- 愛知県道149号浅野羽根岩倉線
- 愛知県道460号岩倉西停車場線

## 施設
- 岩倉市役所

## その他

### 日本郵便
- 郵便番号 : 482-0022[3]（集配局：岩倉郵便局[11]）。